# Journée internationale du thé
 (décembre 2017).
Si vous disposez d'ouvrages ou d'articles de référence ou si vous connaissez des sites web de qualité traitant du thème abordé ici, merci de compléter l'article en donnant les références utiles à sa vérifiabilité et en les liant à la section « Notes et références ».
La journée internationale du thé est une journée internationale célébrée chaque année et consacrée au thé. Un temps célébrée le 9 décembre puis le 15 décembre, elle est désormais fixée par l'ONU au 21 mai.
La première journée s'est déroulée en 2005 à New Delhi, avec un rassemblement de professionnels venus de douze pays.
En 2018, le Musée du quai Branly - Jacques-Chirac accueillera pour la première fois une compétition du plus gros buveur de thé avec une paille en bambou, dans le cadre de l'exposition "Fendre l'Air, l'art du bambou japonais". C'est Stéphane Martin, directeur du musée et grand amateur de thé, qui présidera cette compétition et qui remettra la paille de bambou d'or au gagnant.